# Ikarus 55
Az Ikarus 55 az Ikarus gyár egyik legismertebb és legsikeresebb turistabusz típusa volt, melyet 1954 és 1973 között gyártottak. A legendás típus becenevei a „faros” és a „Bözsi”, melyeket a busz a jellegzetes hátulsó motorszekciójának köszönhet. Az 55-ös az Ikarus 66-os városi autóbusz testvértípusa.

## Kezdetek
Az Ikarus gyár 1950-es évekbeli főmérnöke – Zerkovitz Béla – egy kisebb csoporttal szembefordult az addig meghatározó központi gyártási ideológiával, mely az orrmotoros – úgynevezett trambusz – típusokra helyezte a hangsúlyt, lásd.: Ikarus 60. A cél az volt, hogy létrehozzanak egy korszerű önhordó karosszériás, tehát nem alvázas, farmotoros járművet, mely nagy befogadó-képességgel fog rendelkezni, és egyszerre lesz alkalmas távolsági és városi feladatok ellátására is. A terv mellett szólt az a tény is, hogy nagy mennyiségű alváz gyártására a magyar ipar az adott korban képtelen volt.
Több indok is szólt amellett, hogy miért volt szükséges a motort a jármű hátuljába tolni. Így például:
- Orrkialakításnál nem lehetett tovább csökkenteni a motor zaját, hiszen az közvetlenül az utastérben foglalt helyet. Az akkor használatos Csepel motorok pedig komoly zajszintet eredményeztek.
- A motor körül egy nagy terjedelmű, kihasználatlan terület jött létre.
- Az első utasajtót nem lehetett az első tengely elé helyezni. Emiatt nem lehetett – reálisan – háromajtós járműveket tervezni.

Alternatívát jelenthetett volna, ha a motort a padló alá helyezik el, mint például a későbbi 200-as családnál, ám a kor ipara nem volt képes fekvő motor előállítására sem. Nem maradt más lehetőség, a legnagyobb hatékonyság érdekében farmotort kellett kialakítani.

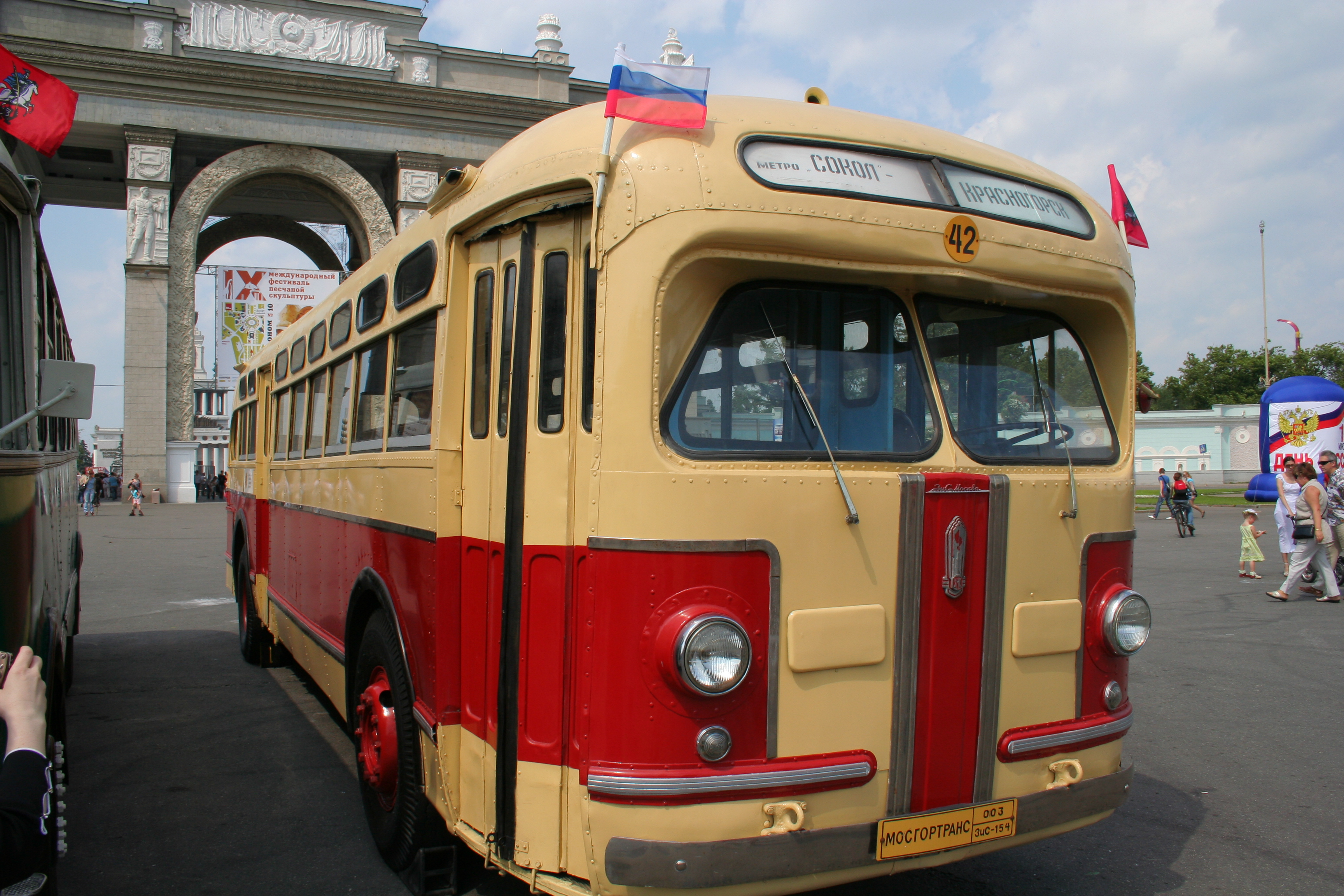
A szovjet ZIS-154

A típus formatervét P. Horváth György tervezte meg, több lépcsőben. A farmotoros karosszéria-tervének modellje volt a diplomamunkája Németh Aladárnak 1955-ben. Az első prototípus az A58-as hívójelű Ikarus 66-os volt, mely 1952-ben készült el, és még nem a később kultikussá váló hátfalat kapta meg, hanem egy lekerekített, az Ikarus 60-aséhoz hasonló megoldást. 1953-ban készült el az első, már a klasszikus hátsórésszel épült prototípus, az A60-as, amely már valóban az Ikarus 55-ös közvetlen elődje volt. Ennek a bizonyos hátrésznek a kialakításában nagy szerepet vállalt Deák László. Alapvető szempont volt, hogy a motor könnyen karbantartható legyen, ezért a nullszériás buszok már két oldalra nyíló motorsátort kaptak, amely az igényeknek tökéletesen megfelelt.
Amikor a járműtípus hivatalosan is bemutatkozott, erős támadások áldozatává vált. Gyakorlatilag minden újítást kritizáltak rajta. Végül is Zerkovitz szakmai felkészültsége és tántoríthatatlansága, valamint az, hogy a szovjetek is hasonló jellegű busszal – ZISZ 154 – kezdtek kísérletezni, elégnek bizonyult ahhoz, hogy a típus túlélje a kritikákat.

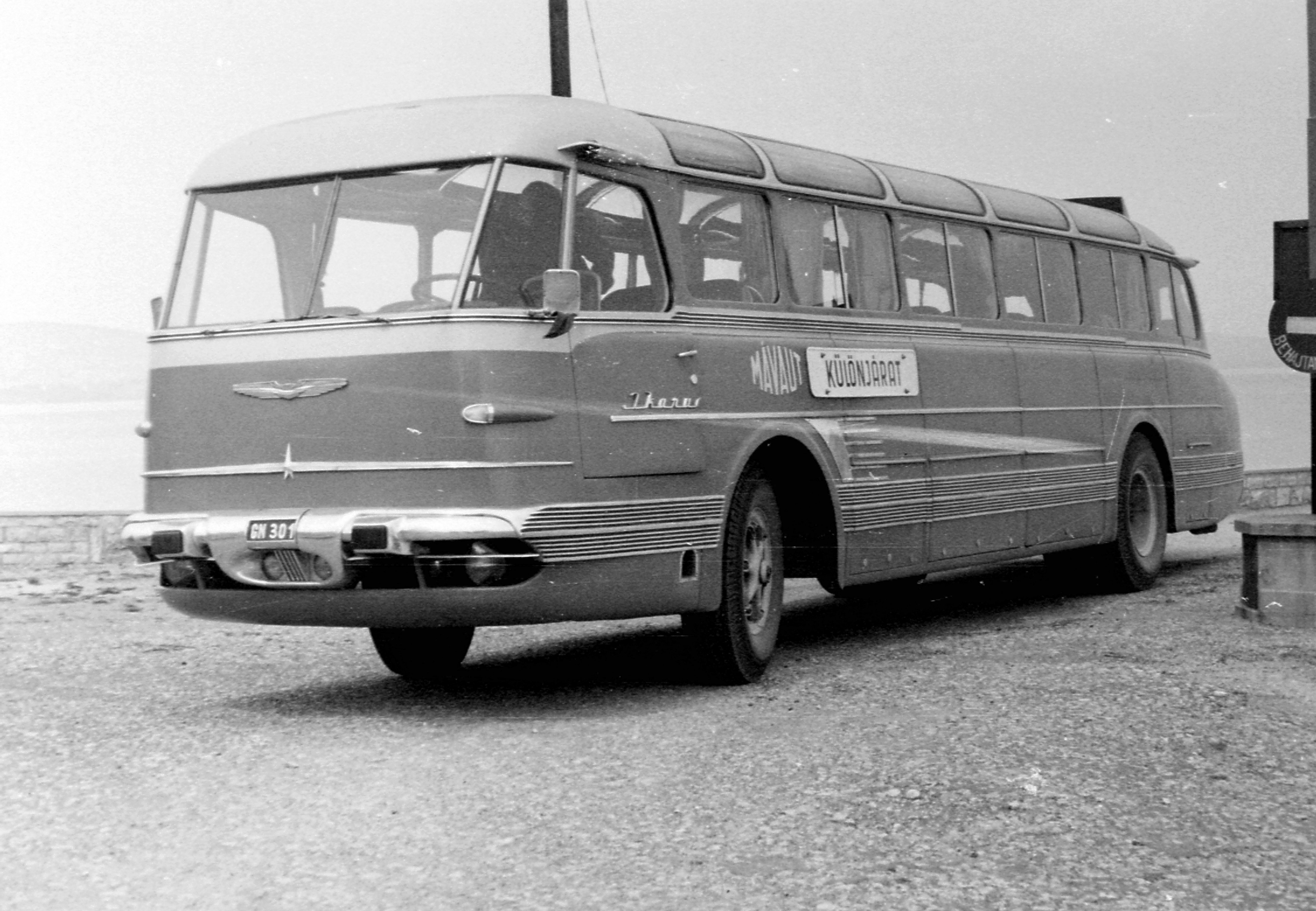
Az egyik nullszériás jármű

## Története

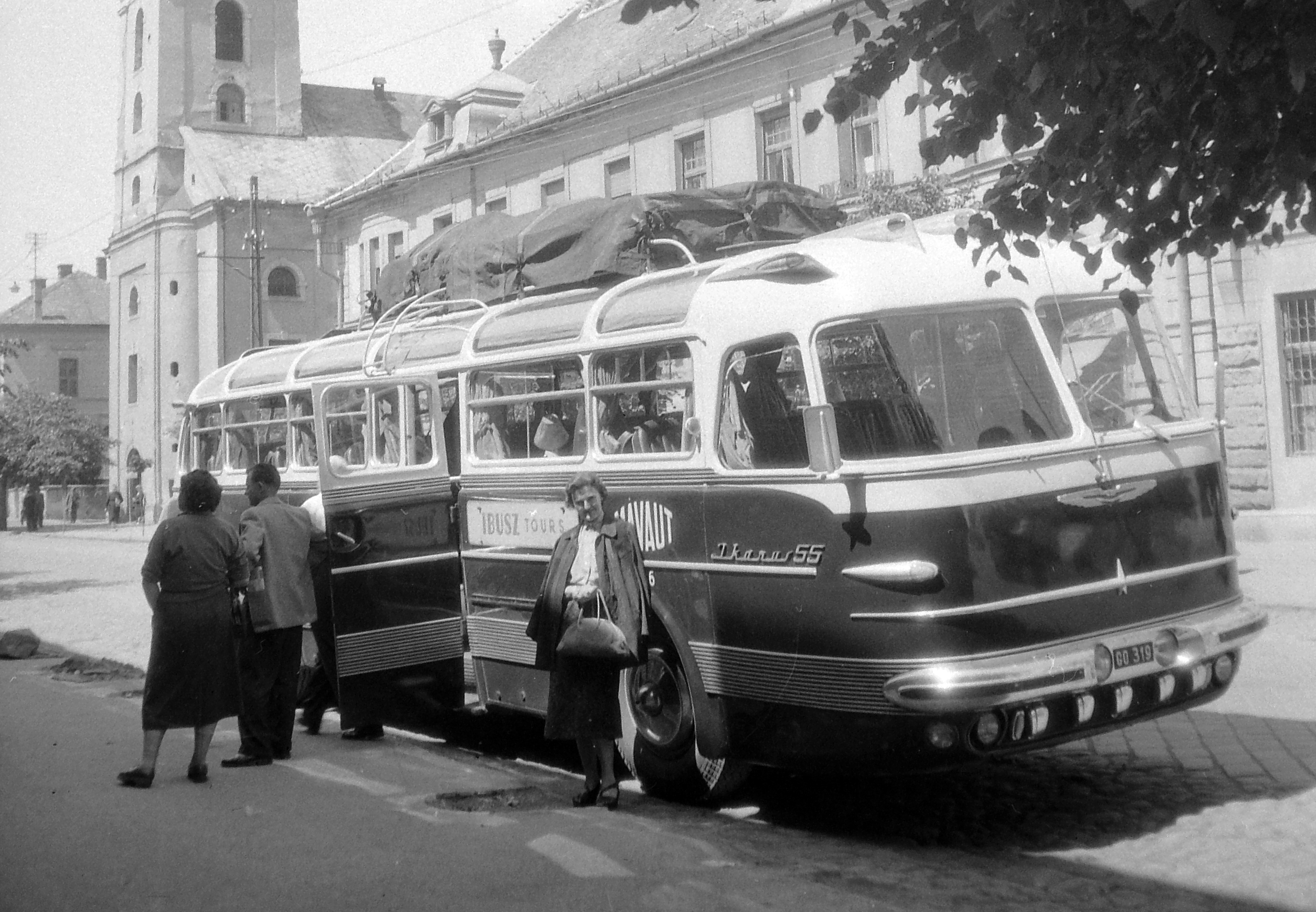
A MÁVAUT egyik járműve Balassagyarmaton 1958-ban

Az új típus 1954-ben debütált először nemzetközi porondon, előbb Genfben, majd Párizsban is. Mindkét kiállításon nagy sikert aratott, utóbbiban oklevéllel is díjazták. Azonban a nagy siker ellenére a gyártás csak lassan indult be. Ennek fő oka az volt, hogy a járműveket nagy precizitással készítették, és prioritást élveztek a külföldre szánt, egyedi buszok is. Ráadásul ez volt az az időszak, amikor az Ikarusnak kiadták az utasítást közszükségleti cikkek előállítására. Ennek következtében kellett többek között 30 000 babakocsit is készítenie a gyárnak, ami persze nagymértékben visszavetette a buszgyártás hatékonyságát.
A buszok első szériájánál jobb oldalon csak középre tettek ajtót, ez azonban duplaszárnyú volt, amely megkönnyítette a felszállást nagyobb csomagokkal is, ugyanakkor előre nem került ajtó, hogy az ülőhelyek száma ne csökkenjen. A jármű bal oldalán azonban, külön a járművezető részére volt beszerelve egy ajtó. 1955 és 1962 között középre csak egy ajtószárny került, míg 1962-től a vásárló kérésének megfelelően alakították ki az ajtókat.
1957-ig a típuson szériakellék volt az úgynevezett tetőívablak, amely plusz fényt biztosított az utastérbe, így növelte a komfortérzetet, ezt követően azonban már csak opcionálisan, kérhető elemként építette be a gyár. 1964-ben készült el a MÁVAUT számára az egyedüli légkondicionált típus, ezt követően csak a 200-as széria buszai kaptak ilyen extra felszereltséget. 1967-ig az ülések műbőrből készültek, ezután jelentek meg a műbőr-textil ülések a járműveken.
Magyarországra összesen 1191 példány került, melyből 1048 darab szolgált valamely állami közúti tömegközlekedési vállalatnál, a maradékon pedig a MALÉV, valamint az IBUSZ és az Expressz utazási irodák osztoztak.

## Külföldön

### Szovjetunió
A járműből összesen 7466 darabot gyártottak le, ennek kicsivel több, mint a fele (3762 db) a Szovjetunióba került. Ezek a példányok LIAZ mellső tengellyel készültek, a legtöbbjük 55.12-es és 55.13-as kivitelű volt.

### Német Demokratikus Köztársaság
Az NDK-ba került 2306 példány hosszú évekig szolgált az ország távolsági tömegközlekedésének gerincéül, ezeket a járműveket csak a '80-as évek végén vonták ki a forgalomból, ugyanakkor hazánkhoz hasonlóan a Kelet-Németországban is kultikussá váltak. Nagyrészt ennek köszönhető, hogy magánhasználatban még a '90-es évek elején is forgalomban néhány példányuk, illetve hogy a legtöbb Magyarországon felújított Ikarus 55-ös is a volt NDK területéről került elő.

### Csehszlovákia
A harmadik legnagyobb sorozatot Csehszlovákia rendelte meg, ugyanakkor ez már csak egy 110 járműből álló flotta volt.

### Egyéb országok
Románia 41, Kína 21, Bulgária 13, Lengyelország 10, Görögország 5 buszt vásárolt a típusból. Külön kiemelendő az Egyiptom által 1956-ban rendelt 5 példány, melyek annyiban egyediek, hogy a hátsóablak felett is rendelkeztek iránytáblatartóval. Ezen felül Jugoszlávia és Kuba is kapott egy-egy bemutatópéldányt.

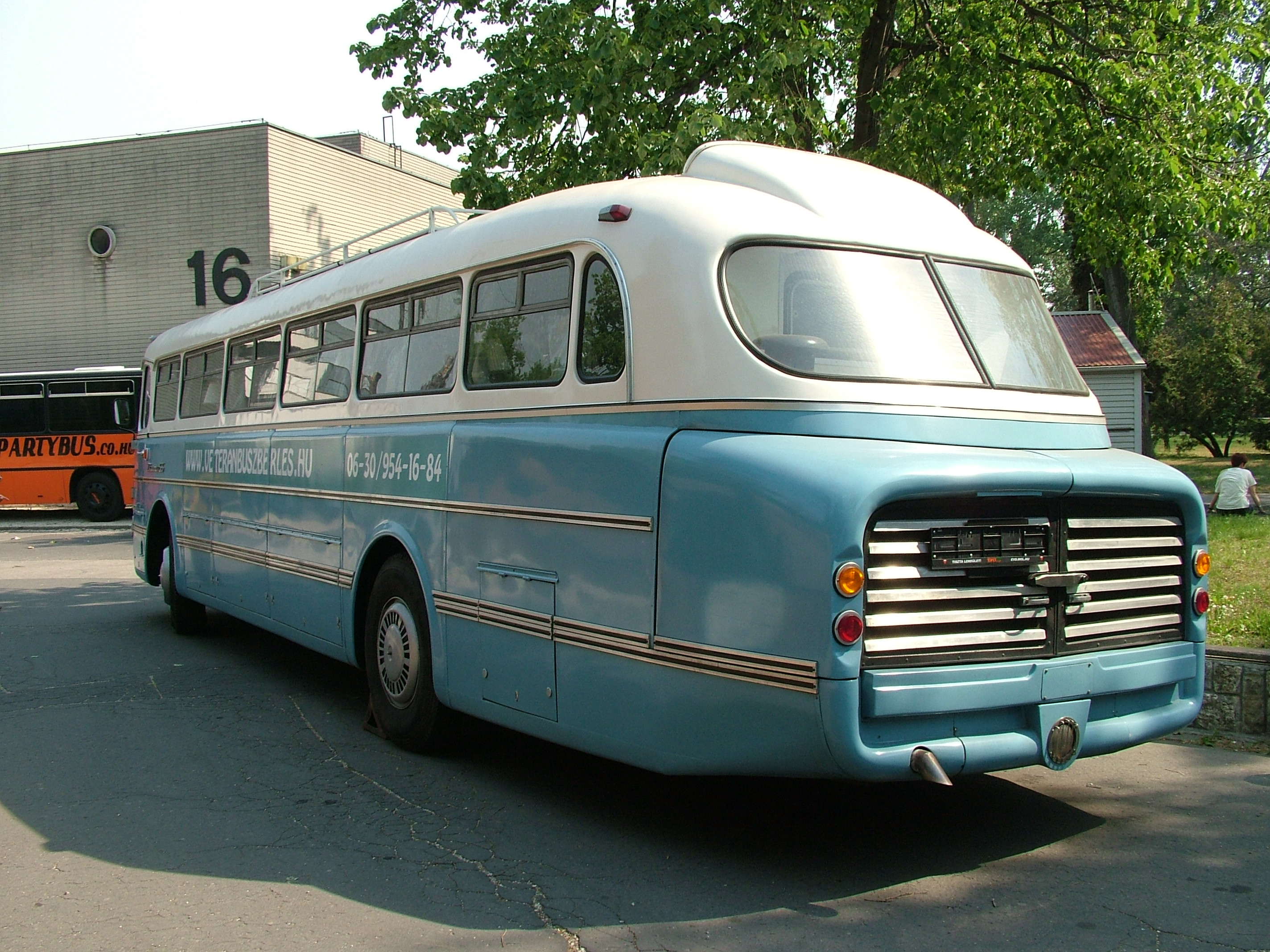
A kultikus hátsórész.

## Altípusok
| Altípus jelzése | Ajtóelrendezés | Megjegyzés                                  |
| --------------- | -------------- | ------------------------------------------- |
| A60             | 0-2-0          | Prototípus, már a klasszikus hátsó résszel. |
| 55.12           |                | Szovjet export                              |
| 55.13           | 1-0-0          | AKÖV, Szovjetunió, Lux.                     |
| 55.21           |                | AKÖV                                        |
| 55.22           |                | AKÖV, Lux.                                  |
| 55.50           | 1-0-1          | NDK                                         |
| 55.51           | 1-0-1          | NDK                                         |
| 55.52           | 1-1-0          | NDK                                         |
| 55.60           | 1-0-1          |                                             |
| 55.61           | 1-0-1          |                                             |
| 55.62           | 1-1-0          | NDK                                         |

## Érdekesség
- Az Ikarus ennél a típusnál vezette be a később univerzálisan minden modellnél használt, úgynevezett „pontszám”-rendszert, azaz hogy a típusszámot egy pont és két újabb szám követi, ezzel jelölve a különböző altípusokat. Például: „55.62”.